# Rivara (motorfiets)
Rivara is een historisch motorfietsmerk.
Rivara was gevestigd in het Italiaanse Colorno en was opgericht door Giorgio Rivara. Vanaf 1975 maakte hij 50cc-crossmodellen voor kinderen met een Minarelli-motor met vier versnellingen. Het model Beach was een vouwmotorfiets.